# Kanonviska
Kanonviska (Hedychium gardnerianum) är en enhjärtbladig växtart som beskrevs av Mrs. Sheppard och Ker Gawl. Hedychium gardnerianum ingår i släktet Hedychium och familjen Zingiberaceae. Inga underarter finns listade i Catalogue of Life.

## Bildgalleri

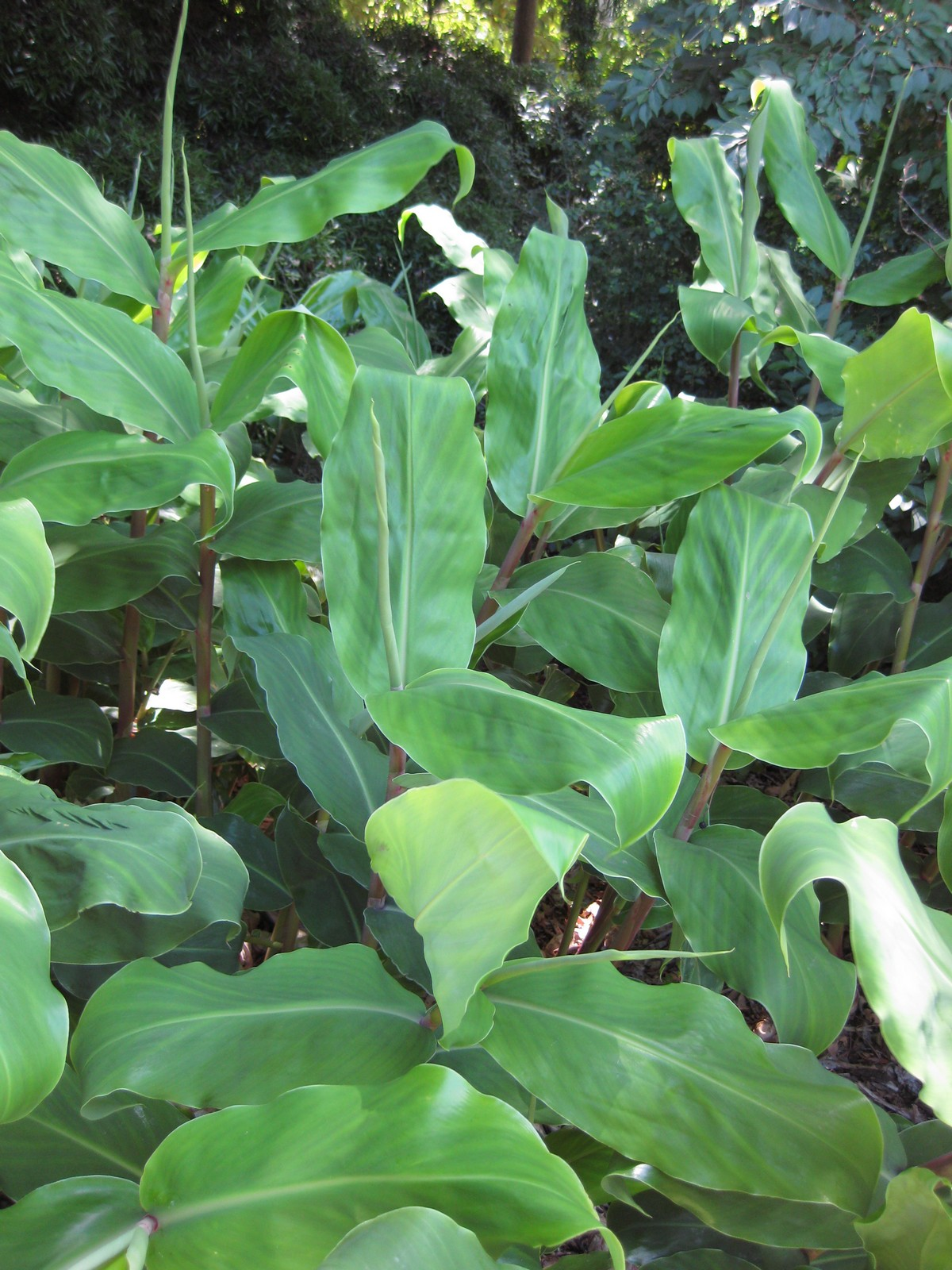
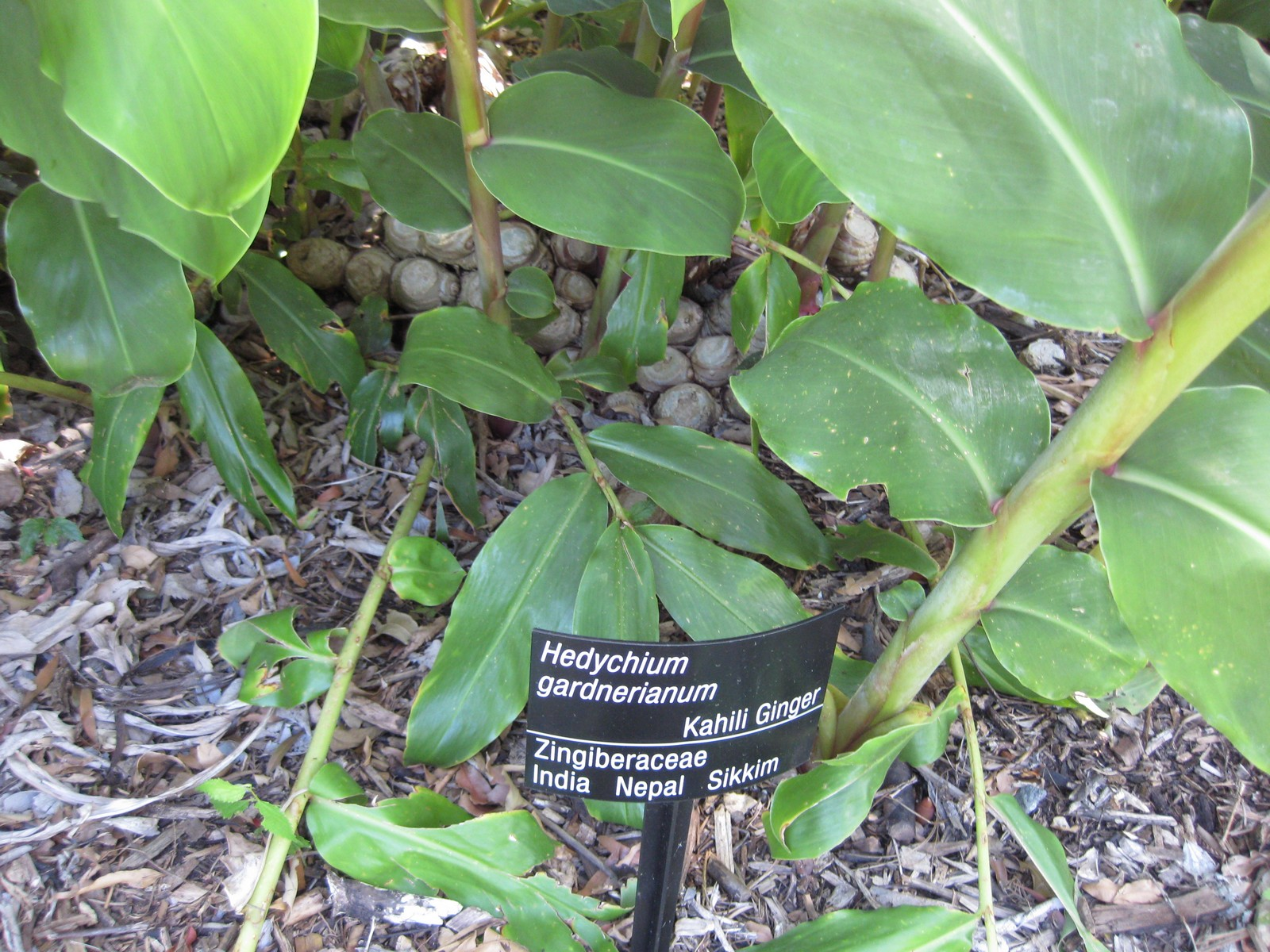
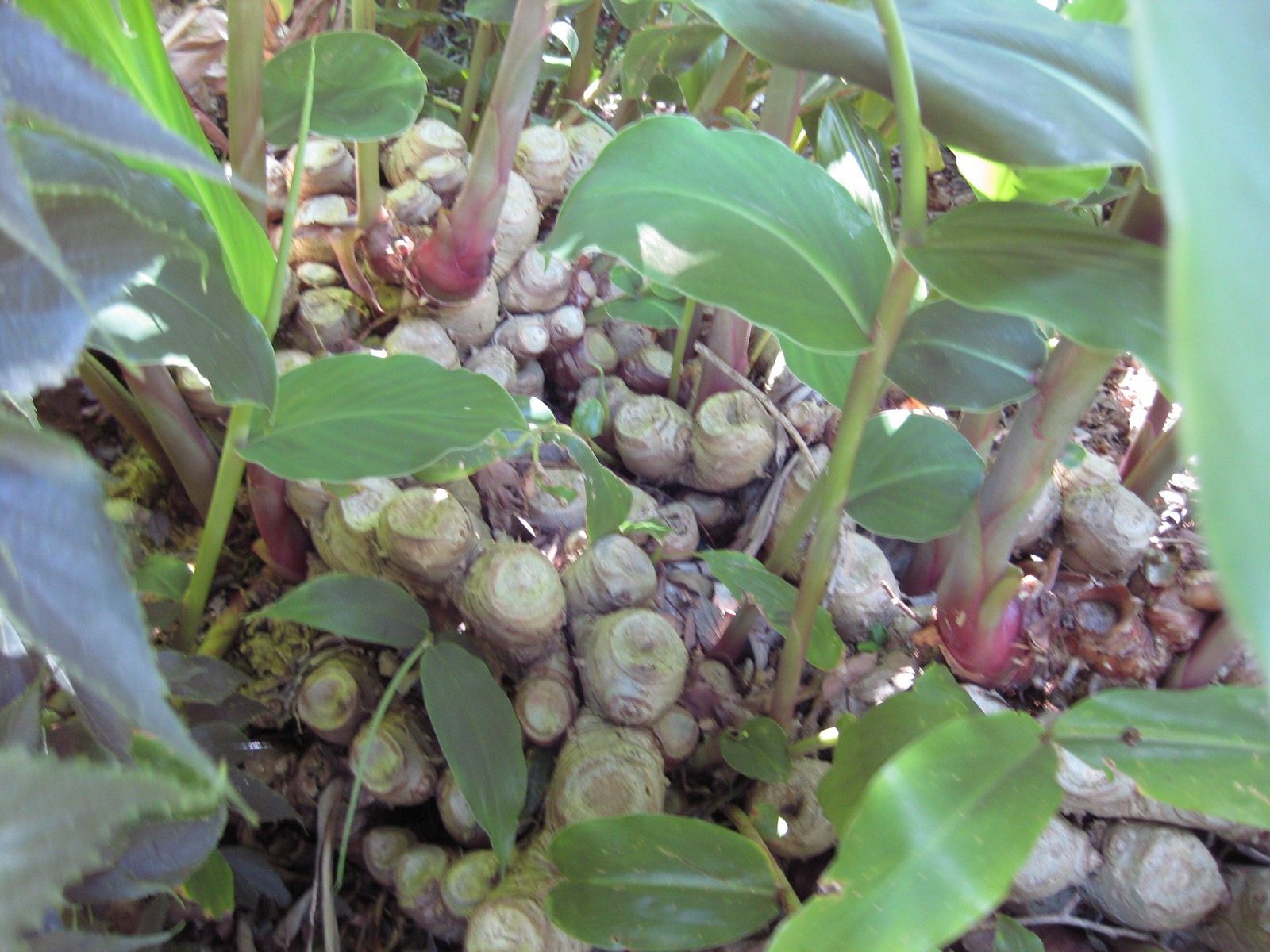
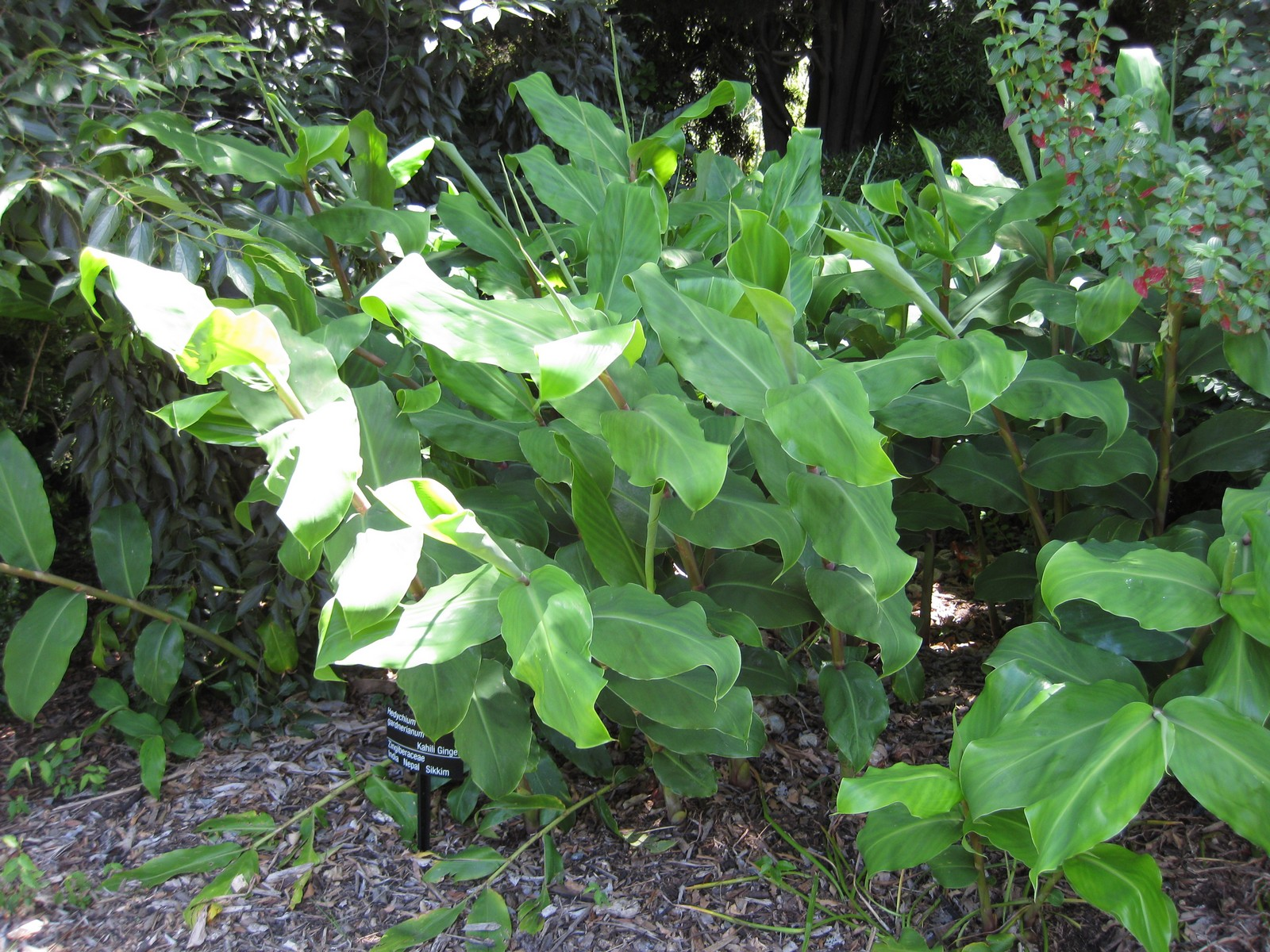